# Boris Dmitrievič Parygin

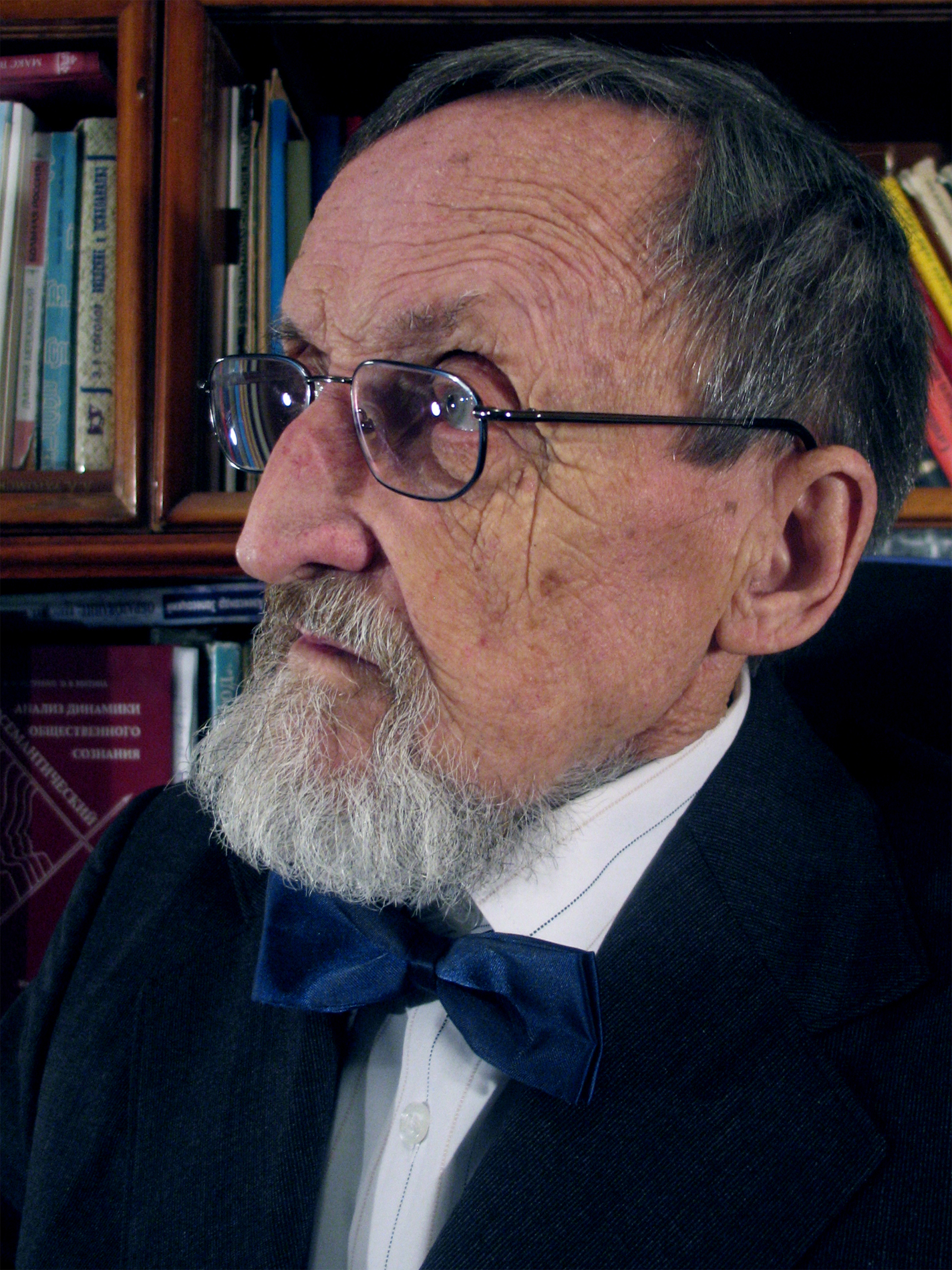
Boris Dmitrievič Parygin

Boris Parygin (in russo Бори́с Дми́триевич Пары́гин?; Leningrado, 19 giugno 1930 – San Pietroburgo, 9 aprile 2012) è stato un filosofo russo.

## Biografia
Boris Dmitrievič Parygin uno filosofo, psicologo sociale sovietico e russo. Professore, Dottorato di ricerca. Il fondatore della psicologia sociale scientifica in URSS. Parygin fu un rappresentante trainante della direzione filosofica e sociologica della psicologia sociale. Nato a Leningrado. Si fu laureato presso la Facoltà di Filosofia dell'Università Statale di Leningrado (USL, 1953). Nel 1961 difese la sua dissertazione per il titolo del candidato al dottorato (USL); tesi di dottorato – "La psicologia sociale come scienza (questioni di storia, metodologia e teoria)" (USL, 1967). Premiato con l'Ordine d'Onore (2006).
Parygin insegnò presso la Facoltà di Filosofia dell'Università Statale di Leningrado (Leningrado, 1953-1957). Quindi, presso il Istituto medicale pediatrico (Leningrado, 1957-1962). Diresse la Cattedra di Filosofia dell'Istituto pedagogico statale di Leningrado Gercen, dove ha creato il laboratorio di ricerca sociale e psicologica e la prima facoltà di psicologia sociale dell'URSS (Leningrado, 1968-1976). Più tardi Parygin guidò il settore dei problemi sociali e psicologici presso l'Istituto dei problemi sociali ed economici dell'Accademia delle scienze russa (Leningrado, 1976-1992). Negli anni 1970-1980, diffondendo le sue idee, tiene spesso conferenze pubbliche nelle capitali delle repubbliche dell'URSS. Negli anni 1990-2000, Boris Parygin gestì il dipartimento di psicologia sociale che aveva fondato all'Università Umanitaria dei Sindacati di San Pietroburgo (San Pietroburgo, 1992-2012). In qualità del professore estero, tenne conferenze in diverse università in Russia e all'estero.
Parygin è l'autore di dieci monografie e più di 400 articoli tradotti e pubblicati in molte lingue: inglese, italiana, tedesco, giapponese, lituano, spagnolo, portoghese, bulgaro, ceco, slovacco, ungherese e altri.
Tra le sue monografie più significative ci sono: "La psicologia sociale come scienza" (Социальная психология как наука, 1965); "Il morale pubblico" (Общественное настроение, 1966); "Fondamenti della teoria sociale e psicologica" (Основы социально-психологической теории, 1971); “La rivoluzione tecnologica e la personalità” (Научно-техническая революция и личность, 1978); "La psicologia sociale. Fonti e prospettive” (Социальная психология. Истоки и перспективы, 2010).
Famiglia. Moglie — Alevtina Arisovna Parygina (1936-2021). Figli: Aleksej, Dmitrij.

## Pubblicazioni

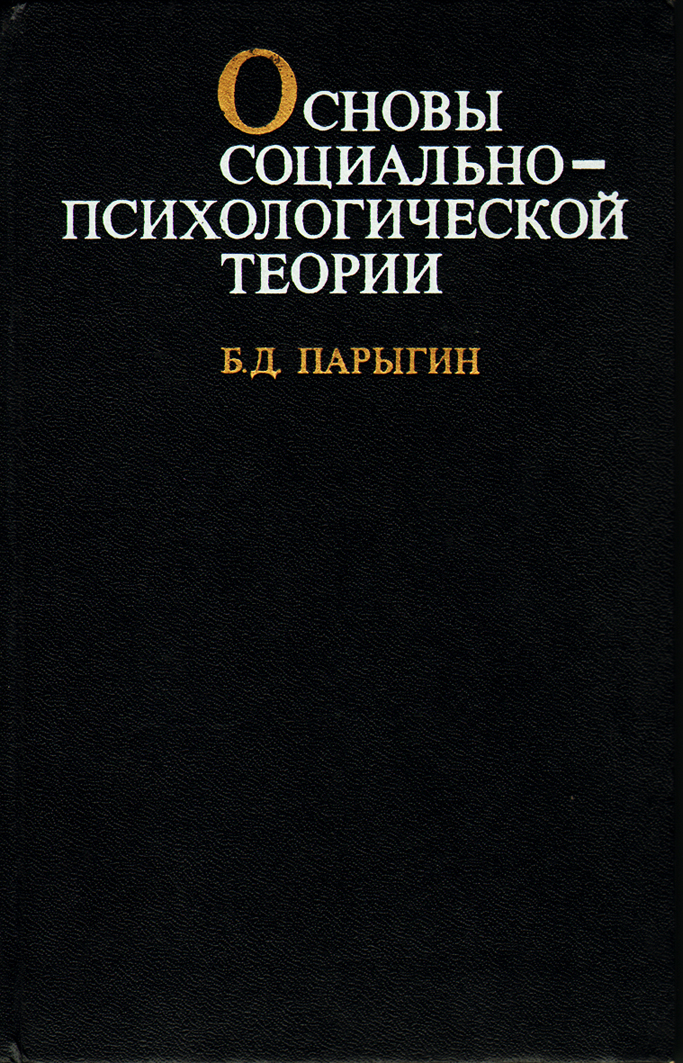
Fondamenti di teoria socio-psicologica (Основы социально-психологической теории). 1971

### Libri
- Социальная психология. Истоки и перспективы. — СПб: СПбГУП, 2010. — 533 с. (RU)
- Основы социально-психологической теории. — М.: Мысль, 1971. — 352 с. (RU) 
  - Grundlagen der sozialpsychologischen Theorie. Köln: Pahl-Rugenstein. 1975. — 265 S. ISBN 3-7609-0186-7 (DE) 
  - Grundlagen der sozialpsychologischen Theorie. — (1. Aufl.). Berlin: Deutscher Verlag der Wissenschaften, 1975. — 264 S. (DE) 
  - Grundlagen der sozialpsychologischen Theorie. Berlin: VEB. 1976. — 266 S. (DE) 
  - 社会心理学原論, 海外名著選〈76〉. 明治図書出版. (Tokijas) 1977. — 281 S. (Giapponese)
  - Grundlagen der sozialpsychologischen Theorie. Köln: Pahl-Rugenstein Verlag. 1982. — 264 S. ISBN 3-7609-0186-7 (DE)
- Общественное настроение / Б. Д. Парыгин. — М.: Мысль, 1966. — 328 с. (RU)
- Социальная психология как наука. — Л: ЛГУ, 1965. — 208 с. (RU) 
  - La psicologia social como ciencia. — Montevideo: Pueblos Unidos. 1967. — 249 S. (Spagnolo)
  - Социалната психология като наука. София. 1968. — 240 S. (Bulgaro)
  - Sociialni psychologie jako veda. Praha. 1968. — 192 S. (Ceco)
  - A psicologia social como ciência. Rio de Janeiro: Zahar Ed. 1972. — 218 S. (Portoghese)